# Comitatul Adams, Wisconsin
Comitatul Adams (engleză Adams  County) este unul din cele 72 comitate ale statului american Wisconsin. Sediul comitatului este localitatea Friendship. Conform recensământului din anul 2000, populația sa a fost 18.643 de locuitori.

## Demografie
|  | Graficele sunt indisponibile din cauza unor probleme tehnice. Mai multe informații se găsesc la Phabricator și la wiki-ul MediaWiki. |

Date: Wikidata - grafică realizată de Wikipedia